# Großbritannien-Zentrum
Das Großbritannien-Zentrum (GBZ), auch Centre for British Studies (CBS), ist ein interdisziplinäres Lehr- und Forschungsinstitut der Humboldt-Universität zu Berlin, das neben seiner wissenschaftlichen Arbeit und dem Studiengang „M.A. British Studies“ auch Veranstaltungen für die Öffentlichkeit anbietet. Es ist die erste Einrichtung dieser Art im deutschsprachigen Raum.

## Geschichte
Am 15. Juni 1995 wurde es in Anwesenheit des Regierenden Bürgermeisters und des britischen Botschafters offiziell eröffnet und feierte im Sommer 2015 sein zwanzigjähriges Bestehen. Das Großbritannien-Zentrum ist ein Dankesgeschenk Berlins an die befreundete Schutzmacht Großbritannien. Königin Elisabeth II. hatte die Absicht, ein solches Institut an der Humboldt-Universität zu errichten, schon während ihres Berlin-Besuchs 1992 gewürdigt, und der Prince of Wales machte dem GBZ während seines Aufenthaltes Ende 1995 seine Aufwartung. Es sollte ein Ort der interdisziplinären, insbesondere kulturwissenschaftlich geprägten Forschung, der Lehre und der Öffentlichkeitsarbeit zur Förderung der deutsch-britischen Beziehungen entstehen. 
Zugleich sollte die Landschaft der zahlreichen Regionalinstitute in Berlin – dazu gehören z. B. das gleichzeitig an der Technischen Universität Berlin gegründete Frankreich-Zentrum, sowie das John-F.-Kennedy-Institut für Nordamerikastudien an der Freien Universität Berlin und das Zentrum Moderner Orient – ergänzt werden. Von vornherein interdisziplinär konzipiert, wurde das Großbritannien-Zentrum keiner Fakultät zugeordnet, sondern erhielt den Status eines Zentralinstituts.
Es wurden drei Professuren besetzt:
1. für Literatur und Kultur Großbritanniens
2. für Rechts-, Wirtschafts- und Sozialstrukturen Großbritanniens
3. für Britische Geschichte.

## Studiengang
Das Zentrum richtete 1999 den Aufbaustudiengang Master in British Studies (M.B.S.) (heute "M.A. British Studies") ein. Er wendet sich an deutsche und internationale Absolventen aller Fachrichtungen. Der viersemestrige Studiengang beginnt mit einem zwölfmonatigen Programm, das die Lehrkräfte des Zentrums, Gastdozenten aus Großbritannien und Praktiker aus Firmen und Institutionen des Vereinigten Königreichs am Zentrum durchführen. Im Basis-Programm des ersten Semesters werden die Studierenden an die Geschichte, die Rechtssysteme, die Literatur und Kunst, die Wirtschafts- und Sozialgeschichte, das politische System und die Sozialstrukturen Großbritanniens herangeführt. Im zweiten Semester stehen sechs an Arbeitsmarktfeldern orientierte Optionen zur Auswahl. Anschließend sammeln die Studierenden in Praktika in Großbritannien berufliche und kulturelle Erfahrungen. Den Abschluss des Kurses bildet eine Phase, in der in einer Masterarbeit ein Thema aus dem weiten Angebot des Programms vertieft wird.

## Andere Großbritannien-Zentren
Inzwischen wurden auch an der Hochschule Zittau/Görlitz (1999) und an der Universität Bamberg (2000) Großbritannien-Zentren eröffnet.